# Площадь Каганча
Пласа-де-Каганча, или Площадь Каганча (исп. Plaza de Cagancha), также известная как Плаза Либертад — площадь в Монтевидео, Уругвай, представляющая собой садово-парковый комплекс. Находится на главном проспекте Монтевидео — Авеню 18-го июля.

## История
В 1829 году, через четыре года после провозглашения независимости, было решено снести укрепления Старого города и расширить город, чтобы сформировать «Сьюдад Нуэва». Планы включали дополнительные 160 городских кварталов и новую площадь. Площадь была спроектирована итальянским архитектором Карло Дзуччи в 1836. Нынешнее название площадь получила в честь одноименной битвы 1839 года в период гражданской войны, в которой генерал Фруктуосо Ривера победил вторгшиеся из Буэнос-Айреса войска. 20 февраля 1867 в центре площади установили колонну, увенчанную бронзовой женской фигурой, олицетворяющей мир, работы скульптора Джузеппе Ливи.
В начале XX века французский ландшафтный архитектор Карлос Тайс взялся за украшение площади.
В настоящее время площадь носит имя Энрике Тариго, вице-президента Уругвая (1985-1990)